# Lautiosaari
Lautiosaari – wieś w gminie Keminmaa w Laponii w Finlandii. Znajduje się na lewym brzegu Kemojoki, w pobliżu jej ujścia do Zatoki Botnickiej. Zamieszkana przez około 1700 osób.
W granicach Lautiosaari znajduje się port lotniczy Kemi–Tornio.